# Wiktor Jusefowitsch Dragunski

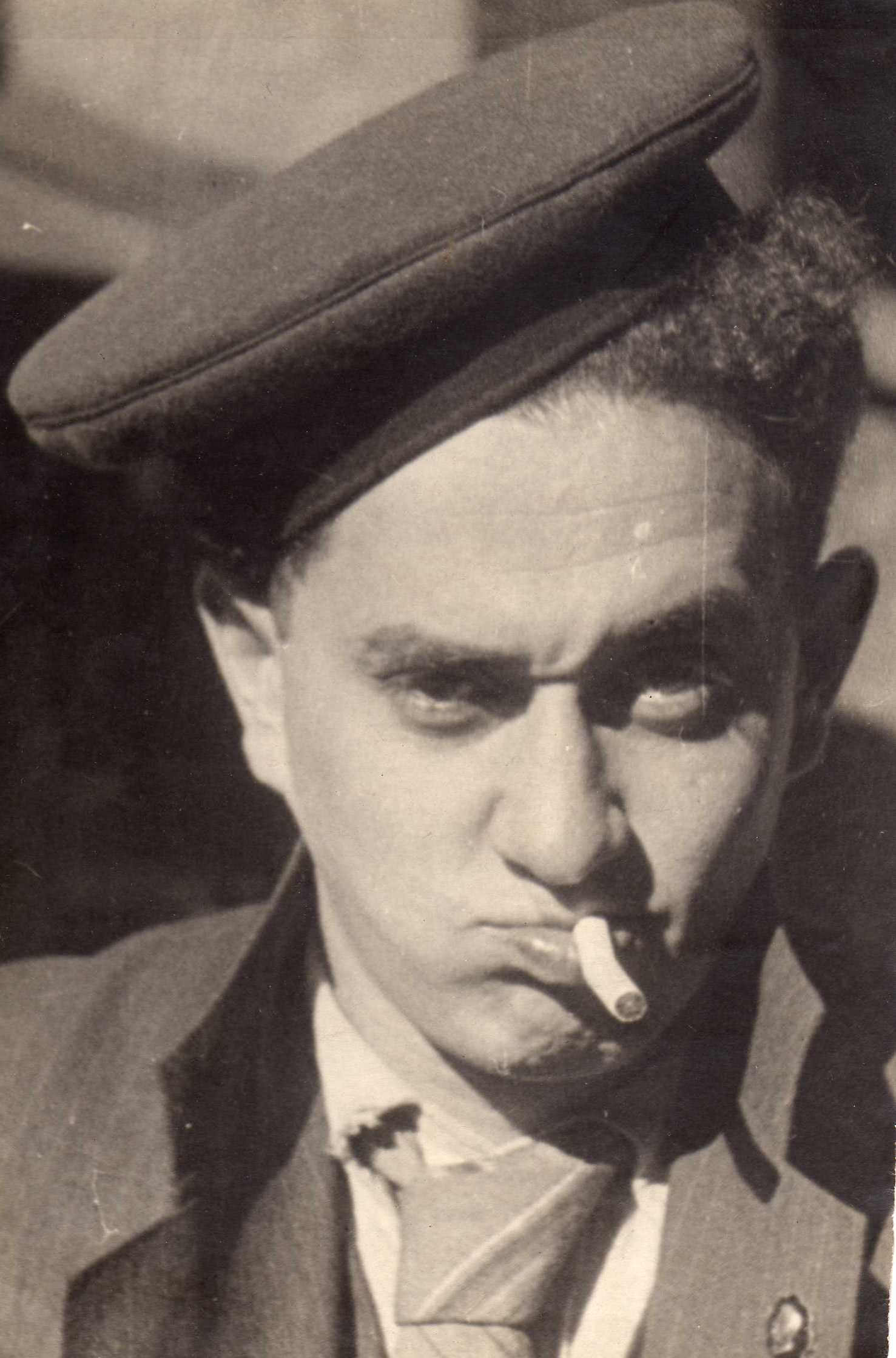
Wiktor Dragunski (1934)

Wiktor Jusefowitsch Dragunski (russisch Виктор Юзефович Драгунский, wiss. Transliteration Viktor Juzefovič Dragunskij; geboren am 1. Dezember 1913 in New York, NY; gestorben am 6. Mai 1972 in Moskau) war ein russisch-sowjetischer Schriftsteller und Drehbuchautor. Er ist der Verfasser von Erzählungen und Kurzgeschichten, darunter die populärste Serie Geschichten von Denis (russisch Денискины рассказы / Deniskiny rasskasy, wiss. Transliteration Deniskiny rasskazy), die zu einem Klassiker der sowjetischen Kinderliteratur wurde. Sie fanden auch Aufnahme in der Liste der "100 Bücher", die das Ministerium für Bildung und Wissenschaft der Russischen Föderation den Schulkindern für das selbständige Lesen empfohlen hat.

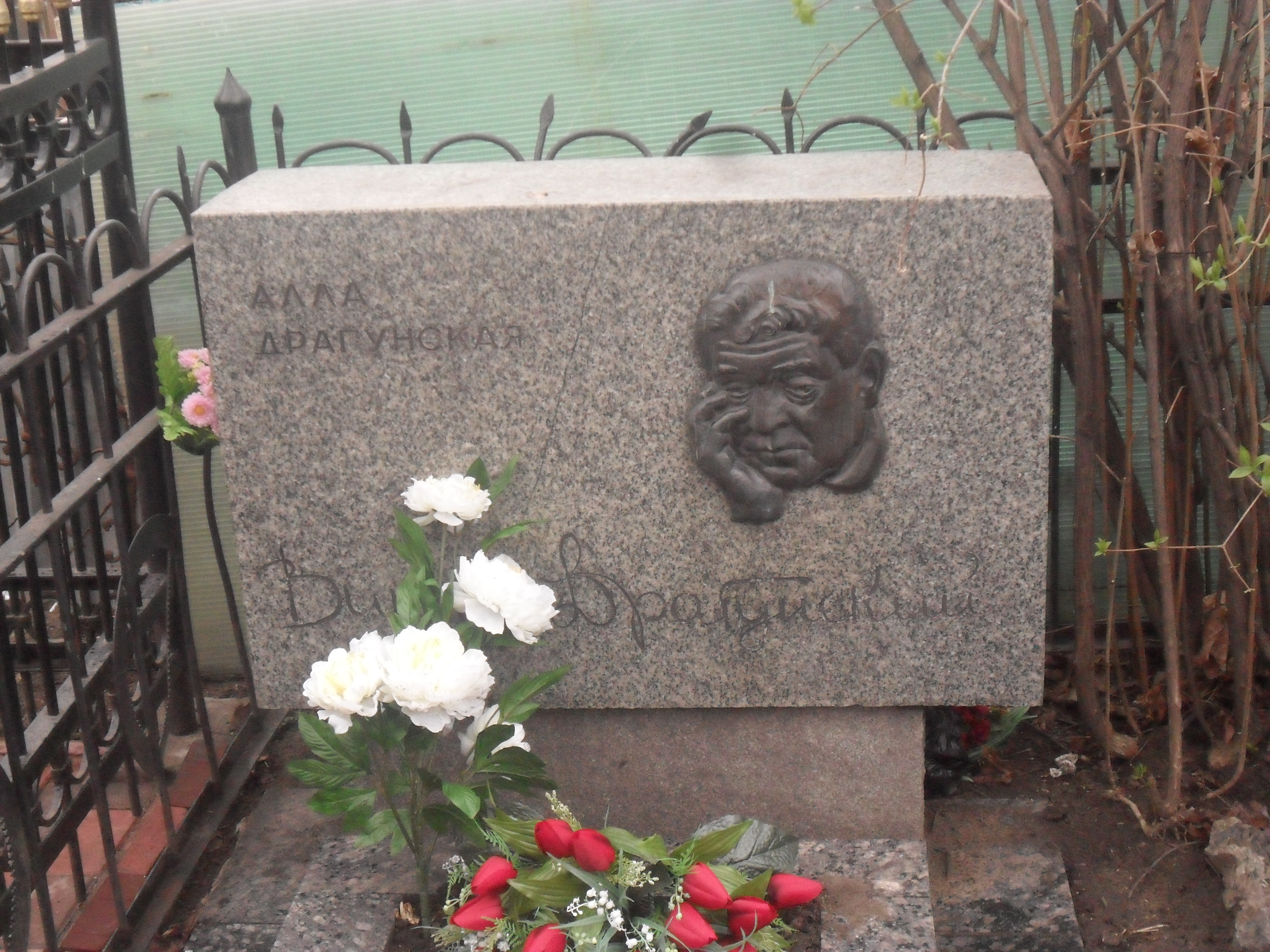
Grab des Schriftstellers Wiktor Dragunski auf dem Wagankowoer Friedhof in Moskau

Er ist auf dem Wagankowoer Friedhof in Moskau begraben.

## Publikationen (Auswahl)
Übersetzungen
- Denis weiß es besser. [Leipzig] : LeiV, 2006, 1. Aufl.
- Grünliche Leoparden. Frankfurt a/M : Cornelia-Goethe-Literaturverl., 2005
- Denis, der fröhliche Spinner. München, Wien : F. Schneider, 1974
- Ritter Denis. Bilder Gisela Neumann. Buchclub der Schueler. Kinderbuchverlag, 1972